# OPEC
Organizacija zemalja izvoznica nafte (eng. Organization of the Petroleum Exporting Countries (OPEC)) je međunarodna organizacija koju tvore Alžir, Angola, Ekvador, Ekvatorska Gvineja, Gabon, Indonezija, Irak, Iran, Kuvajt, Libija, Nigerija, Saudijska Arabija, Ujedinjeni Arapski Emirati i Venezuela.
Od godine 1965. sjedište joj se nalazi u Beču.
Glavni cilj Organizacije prema njenom Statutu jest koordinacija i ujednačenje naftne politike zemalja članica i ustanovljavanje najboljih načina da se očuvaju njihovi interesi, pojedinačni i kolektivni; smišljanje načina i sredstava za stabilizaciju cijena na međunarodnim naftnim tržištima s ciljem uklanjanja štetnih i nepotrebnih kretanja cijena; stalnu brigu o interesima zemalja proizvođača i nužnost osiguranja stalnog prihoda zemalja proizvođača, te učinkovito, ekonomično i stalno opskrbljivanje naftom zemalja potrošača, te pravedan povrat uloženog kapitala onima koji ulažu u naftnu industriju. 

## Povijest
Osnovan 1960-tih prvobitno da bi proizvođači nafte stekli bolju poziciju u odnosu na velike naftne kompanije, koje su uglavnom bile Američke, Britanske ili Nizozemske. U početku su se članice zalagale za preraspodjelu zarade od nafte između naftnih kompanija i zemalja proizvođača, međutim početkom 1970-tih OPEC je pokazao svoju snagu.
Arapsko - izraelski sukob je doveo do prerastanja OPEC-a iz jednog vida kartela u oblik organizacije s političkom snagom. Nakon Šestodnevnog rata 1967. godine, arapske članice OPEC-a su se izdvojile stvarajući Organizaciju arapskih zemalja izvoznica nafte, radi vršenja pritiska na zapadne zemlje koje su pružale podršku Izraelu. Egipat i Sirija, koje nisu proizvođači nafte, također su se pridružili organizaciji da bi joj pomogli artikulirati političke ciljeve.
Jom Kippurski rat 1973. godine još je više ujedinio arapske zemlje, i potakao arapske zemlje proizvođače nafte uvesti embargo Sjedinjenim Državama, zemljama zapadne Europe i Japanu. To je dovelo do velikog udara na ekonomski rast tih zemalja i čitavog svijeta općenito, pošto je energija odjednom postala skupa, što je poznato i kao naftna kriza 1970-tih

## Poslovanje
Procjenjuje se da se na području zemalja članica OPEC-a nalazi oko dvije trećine svjetskih zaliha nafte, a one trenutno pokrivaju oko 40% svjetskog tržišta nafte. Zahvaljujući snazi same organizacije zemlje članice dobivaju svake godine sve više novca za naftu koju izvoze. Godine 2004. prihod zemalja OPEC-a od izvoza je iznosio 338 milijarda $, što je veliko povećanje, ako se usporedi s 1972. godinom i prihodom od 23 milijarde $, odnosno 140 milijarda $ za godinu 1977.

## Članstvo
Organizacija ima 14 članica. Dolje je popis s datumima učlanjenja.
- Afrika
  - Alžir (lipanj 1969.)
  - Angola (2007.)
  - Ekvatorska Gvineja (2017.)
  - Gabon (od 1975. do 1995., 2016.-.)
  - Libija (prosinac 1962.)
  - Nigerija (lipanj 1971.)

- Azija
  - Indonezija (od 1962. do 2008., 2016.-.)
  - Iran (rujan 1960.)[A 1]
  - Irak (rujan 1960.)[A 1]
  - Kuvajt (rujan 1960.)[A 1]
  - Saudijska Arabija (rujan 1960.)[A 1]
  - Ujedinjeni Arapski Emirati (studeni 1967.)

- Južna Amerika
  - Venezuela (rujan 1960.)[A 1]
  - Ekvador (rujan 2007.)[A 2]

- Bivše članice
  - Katar (od 1961. do 2018.)

1. 1 2 3 4 5  Jadan od pet osnivača koji su sudjelovali na prvoj konferenciji OPEC-a, u rujnu 1960.
2. ↑  Ekvador se prvo priključio 1973., pa je napustio organizaciju 1992., da bi članstvo obnovio 2007.

## Proizvođači nafte koji nisu članovi OPEC-a
- Europa: Norveška, Rusija i Velika Britanija.
- Sjeverna Amerika: Kanada, Meksiko i Sjedinjene Američke Države.
- Bliski istok: Oman i Jemen.
- Afrika: Angola.
- Južna Amerika: Brazil.
- Oceanija: Istočni Timor i Australija.
- Azija: Brunej, Indonezija, Kazahstan, Azerbajdžan.

## Vanjske poveznice
- Službena stranica
- Statistički pregled odluka OPEC-a
- Enciklopedija ekonomije o OPEC-u